# Actinodaphne litseifolia
Actinodaphne litseifolia C.K.Allen – gatunek rośliny z rodziny wawrzynowatych (Lauraceae Juss.). Występuje naturalnie w południowych Chinach – w południowej części prowincji Hajnan. 

## Morfologia
PokrójZimozielony krzew dorastające do 6 m wysokości. Młode pędy są owłosione.
LiścieNaprzemianległe. Mają kształt od eliptycznego do eliptycznie lancetowatego. Mierzą 13–18 cm długości oraz 5,5–7,5 cm szerokości. Nasada liścia jest ostrokątna. Blaszka liściowa jest o ostrym wierzchołku. Ogonek liściowy jest nagi i dorasta do 10–15 mm długości.
KwiatySą niepozorne, jednopłciowe, zebrane po 7 w baldachy, rozwijają się w kątach pędów. Okwiat jest zbudowany z 6 listków o eliptycznym kształcie. Kwiaty męskie mają 9–12 pręcików.
OwoceMają elipsoidalny kształt, osiągają 10 mm długości.

## Biologia i ekologia
Roślina dwupienna. Rośnie w widnych lasach. Występuje na wysokości od 1400 do 2400 m n.p.m. Kwitnie od maja do września, natomiast owoce dojrzewają od października do listopada.